# Décès en 1367
Décès
- 1363
- 1364
- 1365
- 1366
- 1367
- 1368
- 1369
- 1370
- 1371

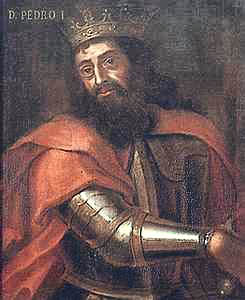
Pierre Ier, mort en 1367.

Cette page dresse une liste de personnalités mortes au cours de l'année 1367 :
- 18 janvier : 
  - Amédée III de Genève, comte de Genève.
  - Pierre Ier, dit Pierre le Justicier, roi de Portugal et des Algarves.
- 15 mars : Jean Ier Le Meingre, dit Boucicaut, maréchal de France.
- 24 avril : Ernest de Brunswick-Göttingen, duc de Brunswick-Lunebourg et prince de Göttingen.
- 23 avril : Roger le Fort, évêque d'Orléans, de Limoges puis archevêque de Bourges.
- 14 mai : Jacques de Piémont, seigneur de Piémont.
- 20 mai : Pierre Itier, cardinal français.
- 31 juillet : Jean Colombini, marchand italien, fondateur vers 1360 de l'ordre des Jésuates.
- 24 août : Gil Álvarez Carrillo de Albornoz, cardinal espagnol.
- 25 septembre: Jakushitsu Genkō, maître rinzai japonais, poète et flûtiste et premier abbé du temple bouddhiste Eigen-ji.
- 17 décembre : Dietrich Kagelwit, prêtre cistercien et conseiller du roi Charles IV de Bohême, évêque de Minden puis archevêque de Magdebourg.
- 28 décembre : Ashikaga Yoshiakira, deuxième des shoguns Ashikaga.

- Niccolò da Montefeltro, militaire et condottiere italien.
- Aymon III de Genève, comte de Genève.
- Henri de Montfaucon, seigneur de Montfaucon, comte de Montbéliard (1321) du chef de sa femme, gardien du comté de Bourgogne.
- Élias de Saint-Yrieix, évêque d'Uzès, cardinal-prêtre au titre de Saint-Étienne-le-Rond, cardinal-évêque d'Ostie.
- Paul del Abbaco (Paolo dell'Abbaco), géomètre, astronome et poète florentin.
- Ashikaga Motouji, guerrier de l'époque Nanboku-chō.
- Thadominbya, fondateur du royaume d'Ava, il réunifie la Haute-Birmanie.

## Crédit d'auteurs
- Cet article est partiellement ou en totalité issu de l'article intitulé « 1367 » (voir la liste des auteurs).